# Noisy-le-Sec
 Noisy-le-Sec  es una población y comuna francesa, en la región de Isla de Francia, departamento de Sena-San Denis, en el distrito de Bobigny. La comuna conforma por sí sola el cantón homónimo.

## Historia
Comuna condecorada con la croix de guerre con palma por su papel en la Segunda Guerra Mundial, pues su centro ferroviario fue uno de los lugares más activos de la Resistencia francesa y para honrar el valor de sus habitantes, víctimas de un terrible bombardeo durante la noche del 18 de abril de 1944. La ofensiva de la Real Fuerza Aérea británica, destinada a destruir ese importante centro ferroviario del Este parisino, había sido anunciada por el mensaje de la BBC radio "Las judías verdes están secas" (del francés: les haricots verts sont secs). Tal ataque aéreo dejó 464 víctimas civiles, 370 heridos graves, y 2846 personas sin techo: 20 minutos de infierno para una generación de noiséens.

## Gente conocida
- Jean Delannoy, director de cine
- Hassoun Camara, futbolista
- Féfé, rapero y cantante, miembro de Saian Supa Crew
- Eddy Mitchell, cantante francés, vive en la comuna desde su matrimonio en 1961
- El grupo de Hip Hop, La Caution
- Siné, dibujante de cómics.
- Albin Lermusiaux, medallista olímpico en Atenas 1896

## Geografía

Noisy-le-Sec en la Petite Couronne parisina.

## Demografía
| 1 272 | 1 397 | 1 455 | 1 531 | 2 363 | 1 876 | 1 983 | 2 010 | 2 156 | 2 549 | 2 976 | 2 934 | 3 170 | 3 897 | 4 823 | 5 772 | 8 105 | 9 759 | 10 836 | 13 648 | 16 306 | 18 835 | 22 332 | 22 359 | 16 340 | 22 337 | 31 187 | 34 079 | 37 734 | 36 880 | 36 309 | 37 312 | 38 802 |
| Para los censos de 1962 a 1999 la población legal corresponde a la población sin duplicidades (Fuente: INSEE [Consultar]) |       |       |       |       |       |       |       |       |       |       |       |       |       |       |       |       |       |        |        |        |        |        |        |        |        |        |        |        |        |        |        |        |